# Сонджон (ван Чосона)
Сонджон (кор. 성종, 成宗, Seongjong) — 9-й ван корейского государства Чосон, правивший в 1469—1495 годах. Имя — Хёль (кор. 혈, 娎, Hyeol). Изменённое имя и фамилия — Ли Мо.
Посмертные титулы — Канджон-тэван, Конхё-тэван.

## Образ в культуре
О жизни Сонджона повествуют следующие кинофильмы и телесериалы:
| Год       | Название            | Актёр, исполняющий роль  | Телеканал или кинокомпания | Примечание                                      |
| --------- | ------------------- | ------------------------ | -------------------------- | ----------------------------------------------- |
| 1985      | 어우동              | Юн Санхон                |                            | фильм выдвигался на «Оскар» от Республики Корея |
| 2007—2008 | Король и я          | Го Чжувон / Ю Сынхо      | SBS                        |                                                 |
| 2011—2012 | Королева Инсу       | Пэк Сонхён / Чхве Вонхон | JTBC                       |                                                 |
| 2017      | Бунтарь Хон Гильдон | Чхве Мусон               | MBC                        |                                                 |
| 2017      | Я король            | Ким Чонхак               | KBS2                       |                                                 |